# Haldórsvík

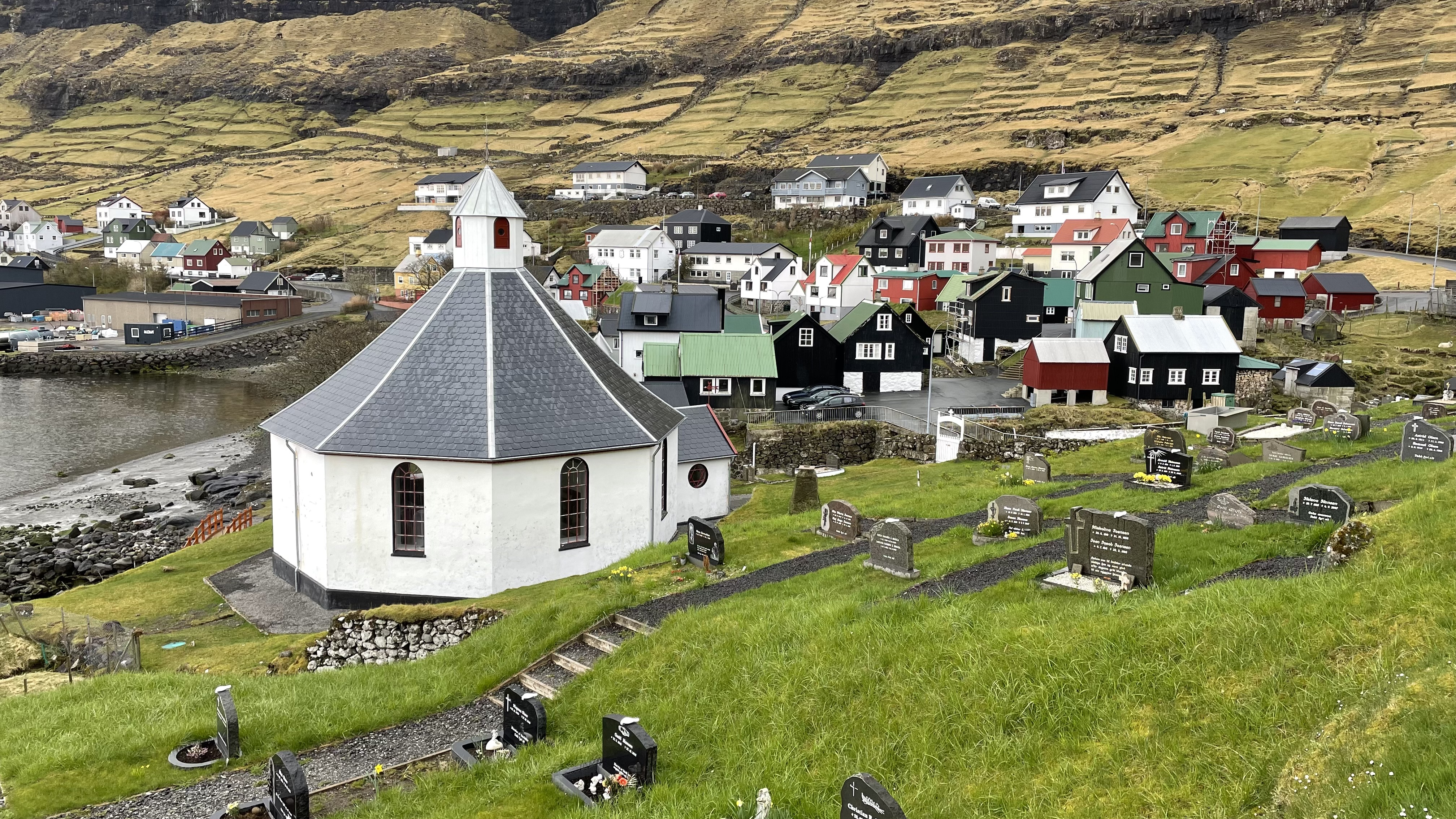
L'església octogonal de Haldorsvík

Haldórsvík [ˈhaldaɻʂˌvʊik], o Haldarsvík, és un poble situat a la costa nord-est de l'illa de Streymoy, a les illes Fèroe. Forma part del municipi de Sunda i l'1 de gener del 2021 tenia 109 habitants. Al centre del poble hi ha una petita cascada.
L'església del poble és de pedra i va ser construïda el 1856. Va ser consagrada per Venceslaus Ulricus Hammershaimb, i és l'única església octogonal de les Illes Fèroe. El retaule també és distintiu: Representa l'Últim Sopar on les cares dels Apòstols se substitueixen per les de personatges públics vius de les Illes Fèroe.
Haldórsvík surt per primer cop mencionat a la documentació el 1584. El poble va pertànyer primer al municipi de la Parròquia de Norðstreymoy, i a partir de 1913 va ser el centre administratiu del municipi de Haldarsvík i Saksun. Aquest municipi es va dividir el 1944 per formar els municipis de Saksun i Haldarsvík. Aquest últim, que incloïa a més els poblats de Tjørnuvík i Langasandur, es va integrar al municipi de Sunda el 2005.
La cascada de Fossá, propera a Haldórsvik, és la cascada més alta de les Fèroe.